# Северни Јиланд
Покрајина Северни Јиланд (дан. Region Nordjylland), или покрајина Северна Данска, је једна од 5 покрајина Краљевине Данске, смештена у северном делу државе. Управно седиште покрајине је град Олборг, истовремено и највећи град.

## Положај и границе покрајине
Северна Данска обухвата јужни и северни део Данске и махом се простире и на копну, а мање на острвима. Границе округа су:
- север: мореуз Скагерак,
- исток: мореуз Категат,
- југ: Средишња Данска,
- запад: Северно море.

## Природни услови
Покрајина Северна Данска је већим, западним делом на копну, тј. на полуострву Јиланд, док је на истоку једино значајније „право“ острво, Лесе. Заправо највеће острво је Севернојиландско острво, које је од копна одвојено плитким и узаним унутрашњим заливом заливом Северног мора, Лимским фјордом. Дати залив је настао тек у другој половини 19. века, провалом мора у дотадашње језеро, па је некадашње полуострво постало острво. Међутим, дати простор је саобраћајно остао повезан са копном па се у свакодневици и даље сматра његовим саставним делом.
И копнени и острвски део су равничарски, надморске висине до 40 м (југоисток покрајине). На датом подручју нема значајнијих водотока. У приобалном подручју има доста мочвара, док је већи део под пољопривредним узгојем.

## Становништво
По последњем попису из 2010. године у покрајини Северна Данска живи око 580 хиљада становника. Већина становника су етнички Данци, а становништво је више рурално него што је просек за целу државу.
Густина насељености покрајине је близу 75 ст./км², што је значајно мање од државног просека (127 ст./км²). Југоисточни део покрајине је боље насељен него њен остатак.

## Општине и градови
Општине: У Северној Данској постоји 11 општина:
| - Брендерслев - Вестхимерланд - Јамербугт - Лесе | - Маријагерфјорд - Морсе - Ребилд - Олборг | - Тистед - Фредериксхавн - Јеринг |

Градови: Значајни градови у покрајини су:
- Олборг (главни град)
- Јеринг
- Фредериксхавн